# Cor Wezepoel
Cornelis Willem Adriaan (Cor) Wezepoel (Breda, 10 april 1896 – Den Haag, 22 januari 1954) was een Nederlandse atleet, die zich had gespecialiseerd in de sprintnummers.

## Loopbaan
Wezepoel was lid van de Nederlandse ploeg die deelnam aan de Olympische Spelen van 1920 in Antwerpen. Hij kwam onder meer uit op de 4 x 100 m estafette en vormde een ploeg samen met Jan de Vries, Harry van Rappard en Albert Heijnneman. Het viertal kwam niet verder dan de tweede serie, waarin het met een tijd van circa 43,7 s werd uitgeschakeld. Cor Wezepoel nam verder ook nog deel aan de 100 en 200 m individueel. Op beide nummers bereikte hij de kwartfinales, maar werd hierin uitgeschakeld.
Wezepoel werd eenmaal Nederlands kampioen op de 200 m.

## Nederlandse kampioenschappen
| Onderdeel | Jaar |
| --------- | ---- |
| 200 m     | 1920 |

## Persoonlijk record
| Onderdeel | Prestatie | Jaar |
| --------- | --------- | ---- |
| 200 m     | 23,1 s    | 1920 |